# Deux Corniauds en chasse
Pour les articles homonymes, voir Corniaud.
Pour plus de détails, voir Fiche technique et Distribution.
Deux Corniauds en chasse (titre original : Sedotti e bidonati) est une comédie burlesque italienne réalisée par Giorgio Simonelli et sortie en 1964.

## Synopsis
Ciccio et Franco sont deux cousins siciliens qui répondent à une annonce de journal dans laquelle deux charmantes jumelles d'une vingtaine d'années (avec seulement un petit défaut physique) cherchent des maris, de préférence riches. En réalité, il s'agit d'une escroquerie, car un groupe d'acteurs de théâtre en disgrâce se sert des filles pour escroquer les deux malheureux, en prétendant par un tour de passe-passe qu'elles sont des jumelles siamoises.
Ils parviennent ensuite à les dépouiller de leurs biens en mettant en scène une fausse opération de séparation des corps, après quoi leur mort pendant l'opération est simulée. Les deux cousins finissent donc par pleurer sur deux tombes vides. De retour de Rome en Sicile, ils découvrent que leur grand-mère décédée leur a laissé un énorme héritage de pas moins de 100 millions de lires ; ils retournent donc sur les tombes de leurs petites amies « mortes » en pensant construire un monument en leur honneur. C'est précisément à cette occasion qu'une seconde escroquerie est organisée, par la même clique qui a pris connaissance de la fortune héritée par les cousins. On leur fait croire que les deux jumelles mortes avaient d'autres vrais jumelles. À ce moment-là, dans un simulacre, les deux filles sont enlevées avec une demande de rançon de 100 millions précisément. Mais lorsque la rançon est remise, les deux cousins donnent l'argent à un autre gang qui avait réellement enlevé le fils d'un banquier et se retrouvent avec le bébé sur le dos.
De plus, ils ne peuvent pas récupérer l'argent, car il s'avère que le bébé rendu n'est pas l'enfant du banquier, mais celui de la nourrice qui les allaitait tous les deux. Finalement, grâce à un stratagème, la police parvient à attraper les escrocs. Les deux cousins, laissés sans le sou, se retrouvent alors Gros-Jean comme devant.

## Fiche technique
- Titre original italien : Sedotti e bidonati[1]
- Titre français : Deux Corniauds en chasse ou Les Sœurs siamoises[2]
- Réalisateur : Giorgio Bianchi
- Scénario : Roberto Amoroso (it), Roberto Gianviti (it), Amedeo Sollazzo (it)
- Photographie : Bitto Albertini, Erico Menczer (it)
- Montage : Antonietta Zita (it)
- Musique : Carlo Rustichelli
- Production : Roberto Amoroso (it)
- Sociétés de production : Ramo Film
- Pays de production :  Italie
- Langue originale : italien
- Format : Noir et blanc - 1,37:1 - Son mono - 35 mm
- Durée : 90 minutes
- Genre : Comédie burlesque
- Dates de sortie :
  - Italie : 11 novembre 1964 (Milan)
  - France : 10 juin 1966 (Franche-Comté)[2]

## Distribution
- Franco Franchi : Franco
- Ciccio Ingrassia : Ciccio
- Mia Genberg (it) : Mia
- Pia Genberg (it) : Pia
- Leopoldo Trieste : Don Marcuzzo, le tueur à gages sicilien
- Lino Banfi : parent de Franco et Ciccio à la gare
- Alberto Bonucci : Arturo, un des escrocs
- Romano Giomini : le vendeur du lit double
- Alfredo Marchetti : Sasà, l'un des escrocs
- Miranda Martino : la veuve au cimetière
- Elena Nicolai : la baronne, la fausse tante de Mia et Pia
- Pietro De Vico : le maître principal
- Oreste Palella : le commissaire
- Luciano Bonanni : le gardien de la clinique
- Dino Cassio : le serveur du restaurant
- Grazia Spadaro : Concetta, la tante de Franco et Ciccio